# ノーチラス (潜水艦)
|          | |
| 艦歴     | |
| 発注     | |
| 起工     | 1927年5月10日 |
| 進水     | 1930年3月15日 |
| 就役     | 1930年7月1日 |
| 退役     | 1945年6月30日 |
| その後   | 1945年11月16日スクラップとして売却 |
| 除籍     | 1945年7月25日 |
| 性能諸元 | |
| 排水量   | 水上：2,730トン 水中：4,050トン |
| 全長     | 349 ft (106.4 m)（水線長）371 ft (113 m) （全長） |
| 全幅     | 33 ft 3 in (10.1 m) |
| 吃水     | 15 ft 9 in (4.8 m) |
| 機関     | MANディーゼルエンジン 4基 ウェスティングハウス発電機2基 |
| 最大速   | 水上：17 ノット (31 km/h) 水中：8 ノット (15 km/h) |
| 乗員     | 士官、兵員88名 |
| 兵装     | 53口径6インチ砲2基、7.62ミリ機銃2基（竣工時） 53口径6インチ砲2基、20ミリ機銃4基（1945年1月） 21インチ魚雷発射管6門 21インチ外装魚雷発射管4門（1943年以降） |

ノーチラス (USS Nautilus, SF-9/SS-168) は、アメリカ海軍の潜水艦。ナーワル級潜水艦の一隻であり、Vボートの一隻。艦名はオウムガイ科に属する頭足類の総称に因む。この名を持つ艦としては5隻目。

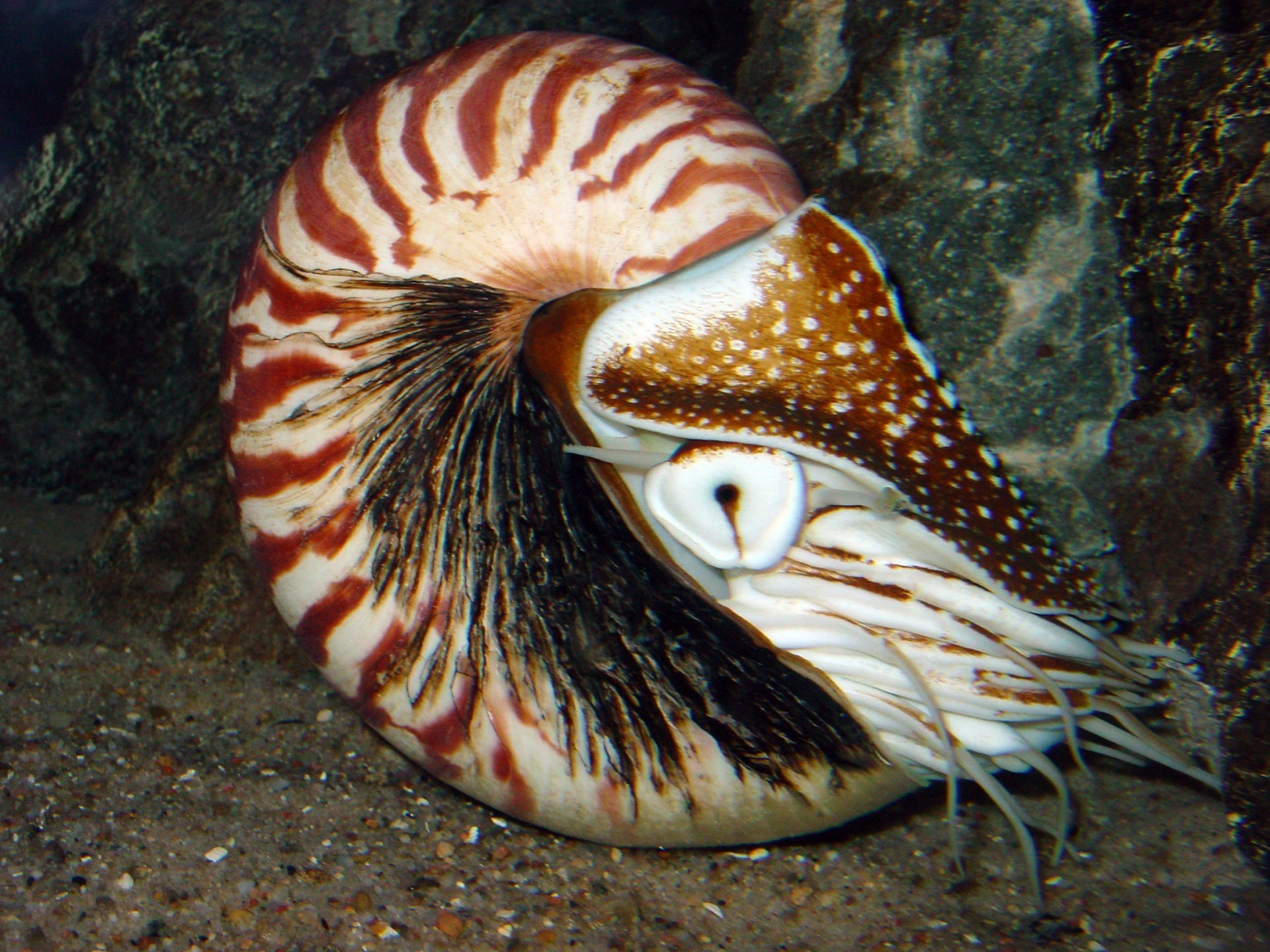
オウムガイ（Chambered nautilus）

## 艦歴
当初は V-6 (SF-9) の艦名であったが、1925年2月11日に SC-2 に艦種変更される。1927年5月10日にカリフォルニア州ヴァレーホのメア・アイランド海軍造船所で起工、1930年3月15日にジョアン・キースリングによって進水し、1930年7月1日に艦長トマス・J・ドイル少佐の指揮下就役する。

### 開戦まで
V-6はニューロンドン沖で特別潜水試験を1931年3月まで行う。その後1931年2月19日にノーチラスと改名され、1931年7月1日に船体番号 SS-168 を与えられた。ノーチラスは真珠湾で第12潜水艦隊の旗艦となる。その後カリフォルニア州サンディエゴの第13潜水艦隊に転属し、1935年から1938年まで活動する。ノーチラスは再び真珠湾を母港とし、十年にわたって訓練活動、艦隊演習といった規則的なスケジュールを維持する。1941年7月に近代化のためメア・アイランド海軍造船所に入り、無線機、機関（フェアバンクス＝モースディーゼルエンジン）、換気装置が換装された。作業は翌年春まで行われた。その間に真珠湾攻撃がありアメリカは第二次世界大戦に参戦。ノーチラスはウィリアム・H・ブロックマン（アナポリス1927年組）の指揮下、戦争に参加することとなる。1942年4月21日、改修が終わったノーチラスはサンフランシスコを出航し、真珠湾には4月28日に到着した。

### 第1の哨戒 1942年5月 - 7月・ミッドウェイ海戦と山風

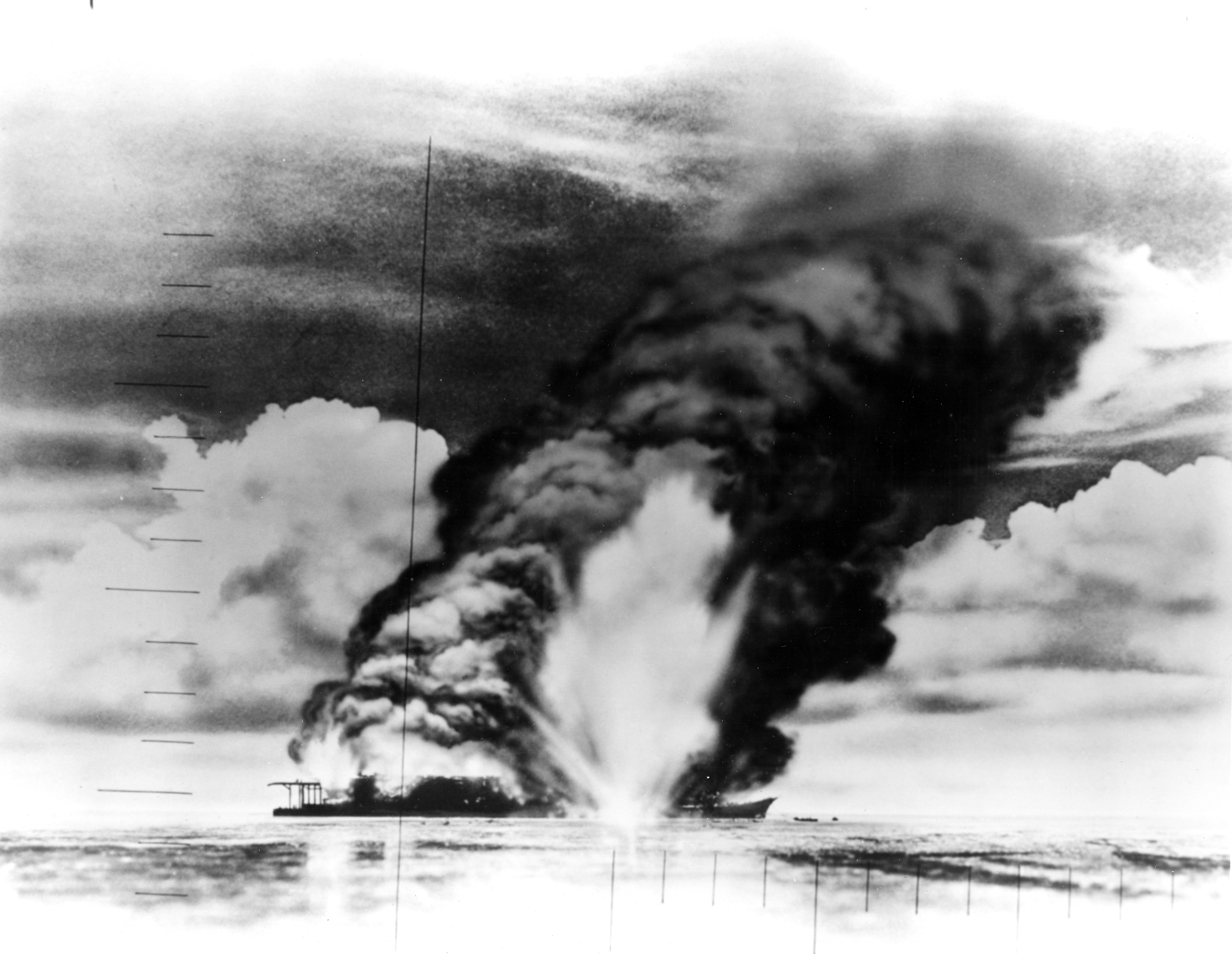
ノーチラスが日本空母を攻撃する模様のジオラマ

5月24日、ノーチラスはミッドウェー島近海に急行するよう命令を受けた。この方面に日本の艦隊が侵攻してくることが予想されたためである。ノーチラスはミッドウェー島西方洋上に配備された9隻の潜水艦のうち、北から3番目にいた。そして、ミッドウェー海戦を迎える。
6月5日、4時55分ごろ、ノーチラスは水平線上にマストを発見。日本の航空機がノーチラスの潜望鏡を発見して機銃掃射を浴びせてきたので、ノーチラスは30メートルの深度に潜航し、しばらくしてから潜望鏡深度に浮上した。5時10分ごろには、それは駆逐艦を前にやって航行中の戦艦と巡洋艦であることを確認。戦艦は霧島であり、巡洋艦は軽巡洋艦長良だった。ノーチラスは航空機が飛来してくるのを確認し、再び30メートルの深度に潜航。しかし、無観測で進んだ結果、ノーチラスは南雲機動部隊の真っ只中にいた。折りしもミッドウェーから機動部隊を攻撃する航空部隊もおり、混乱が起きつつあった。8時00分ごろノーチラスは再度潜望鏡深度に戻ると、霧島が自艦の左舷側前方2,700メートルに位置しているのを確認。ただちに魚雷2本を発射した。しかし、1本は魚雷発射管に引っかかって発射できず、発射された1本も結局は命中しなかった。ブロックマン艦長は2回目の攻撃の準備にかかるよう指令したが、そうしている間に霧島は25ノットのスピードで去っていった。8時30分ごろ、周囲の駆逐艦が直ちに反撃してきたので、ノーチラスはそのうちの1隻である駆逐艦嵐に向けて魚雷を1本発射したが回避された。9時00分ごろ、再度潜望鏡深度に戻ると、駆逐艦の攻撃にノーチラスは深く潜航して爆雷攻撃がおさまるのを待った。ノーチラスが海中でじっとしている頃、海上では一大ターニングポイントが起こっていた。ほとぼりが冷める頃、ノーチラスは浮上して新たな敵を求めた。
12時53分ごろ、ノーチラスは3隻の炎上する艦船を発見した。この3隻はクラレンス・マクラスキー少佐率いる空母エンタープライズ (USS Enterprise, CV-6) 所属のSBD ドーントレス隊の奇襲で被弾炎上した空母赤城、加賀、蒼龍である。ノーチラスは、一旦は無傷の戦艦か巡洋艦を攻撃しようとも考えたが、結局は自艦に近い手負いの三空母のうち、一番手前の空母を攻撃することとした。ノーチラスは空母に向けて距離2,700メートルから魚雷4本を発射。2本は空母をかすめ去り、1本は発射できなかった。残る1本は空母に命中したが爆発しなかった。護衛の駆逐艦萩風と巻雲が爆雷を投下し、ノーチラスを追い払った。ノーチラスは長い爆雷攻撃から逃れることに成功した。6月7日、ノーチラスは15日間の行動を終えてミッドウェー島に一旦帰投。ブロックマン艦長は海戦での戦闘行為が評価され、海軍十字章が授与された。
なお、ノーチラスが雷撃した空母は、かつては蒼龍であるとされ、JANACの調査で蒼龍撃沈はノーチラスと航空機による共同戦果として扱われた。しかし、のちにノーチラスが攻撃した空母は加賀であるという見方が出てきた。実際、加賀の乗組員が雷跡を目撃しており、乗組員の中にはあわてて海に飛び込む者もいた。JANAC の認定は、蒼龍が加賀である可能性以外は一応は受け入れられている。ただし、不発魚雷だったためか他の理由か、『機動部隊戦闘詳報』と『第一航空艦隊戦闘詳報』ではこの被雷撃については触れられていない。

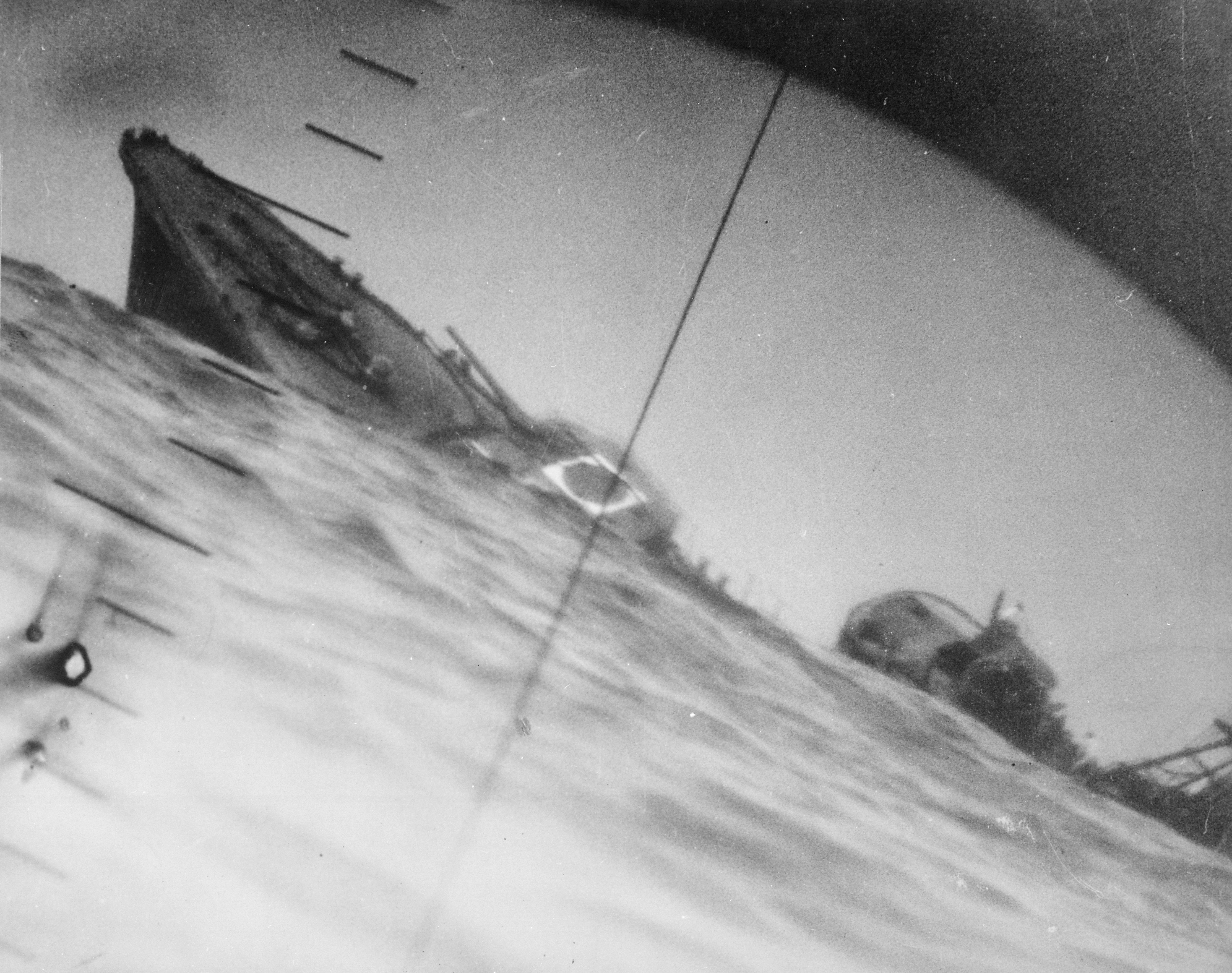
ノーチラスから撮影された、沈む駆逐艦山風

2日後の6月9日、補給を終えたノーチラスは哨戒を再開し、日本近海に針路を向けた。出撃前、ブロックマン艦長のところに太平洋艦隊潜水部隊司令官ロバート・H・イングリッシュ少将から次のような秘密命令が届いた。「相模湾に侵入し、6インチ砲で葉山御用邸を砲撃せよ」。イングリッシュ少将は思いつきでドーリットル空襲の向こうを張る派手な作戦を海軍でも行って、面目を保とうとしただけの無謀な命令であった。日本の国力の衰微につけこんで我が物顔に日本の海岸にまで踏み込んで行動した戦争末期とは事情が異なっており「この作戦はほとんど自殺行為である」と判断したブロックマン艦長は、命令は受領したものの、結局はこの命令を独断で握りつぶした。6月20日までには、ノーチラスは日本とマーシャル諸島間の補給路の北端に到着していた。6月25日、ノーチラスは勝浦沖で1隻の駆逐艦を発見した。これは大湊から柱島泊地に単艦向かっていた駆逐艦山風であった。ノーチラスは山風に対して魚雷4本を発射し2本が命中。山風は左舷側に倒れて沈没していった。ブロックマン艦長はこの様子を潜望鏡越しに撮影した。6月27日夜にはサンパンを撃沈。6月28日16時30分ごろ、ノーチラスは野島埼灯台沖で水上機母艦千代田を発見し雷撃したが、2本が千代田の後方に逸れて命中しなかった。間もなく、付近にいた敷設艇浮島、第17号掃海艇、横須賀所在の陽炎などが現場に急行し、爆雷攻撃を行った。ノーチラスは60メートルの深度に潜航したが爆雷攻撃により舵系統が損傷。油圧系やエンジン部分にも損傷があった。ノーチラスは損傷の度合いを調査し、思いのほかダメージがあったことを勘案して哨戒を打ち切った。
7月11日、ノーチラスは48日間の行動を終えて真珠湾に帰投。帰投後、ブロックマン艦長はイングリッシュ少将に御用邸砲撃のことを聞かれたが、ブロックマン艦長は返事代わりに沈む山風の写真を提出。イングリッシュ少将は命令を反故にされたことを忘れたかのように大喜びして、写真を記者団に公表。雑誌の表紙等、戦意高揚のために使われた。

### 第2の哨戒 1942年8月・マキン奇襲

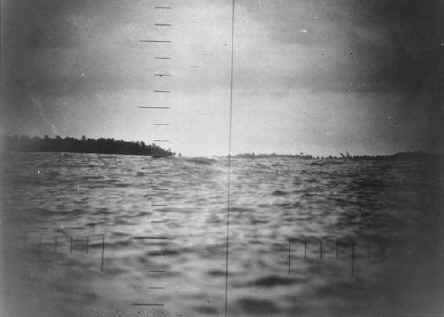
ノーチラスから撮影されたマキン環礁

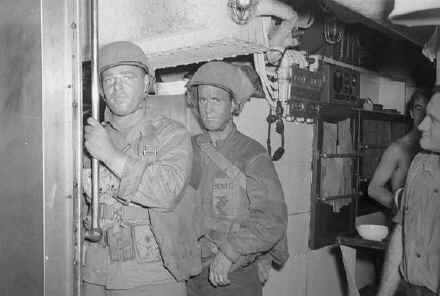
ノーチラス艦内での、上陸前の海兵隊員

8月8日、ノーチラスは2回目の哨戒でギルバート諸島方面に向かった。8月に入り、ソロモン諸島方面ではアメリカ軍がガダルカナル島上陸を手始めに本格反攻作戦に入ったので、その目そらしとして防備が手薄なギルバート諸島への奇襲が立案された。作戦は太平洋艦隊司令長官チェスター・ニミッツ大将からノーチラスおよびアルゴノート (USS Argonaut, SS-166) に対して命じられ、ノーチラスとアルゴノートはマキン環礁に222名の海兵隊を奇襲上陸させることとなった。ノーチラスには奇襲作戦指揮官ジョン・M・ヘインズ海軍中佐が、アルゴノートには部隊指揮官エヴァンズ・F・カールソン海兵中佐がそれぞれ乗り込み、部隊は2隻に分乗した。部隊の中にはアメリカ大統領フランクリン・ルーズベルトの長男ジェームズ・ルーズベルト海兵中佐もいた。
ノーチラスは8月16日早朝に予定の会合点に到着し、夜になってアルゴノートと会合に成功。部隊はただちに16隻のゴムボートに分乗し、マキン環礁に向かっていった。マキン環礁では3時15分ごろから奇襲部隊とマキン守備隊の交戦が始まっていたが、ノーチラスからは様子がうかがえなかった。朝7時になってカールソン中佐からマキン環礁ウキアゴン岬にいると思われる守備隊を砲撃で撃滅するよう要請があり、ノーチラスはさっそく砲撃を行い、敵拠点や監視艇などを破壊したものと思われた。10時を過ぎ、日本の航空機が守備隊の援護と奇襲部隊の撃滅で飛来してきたのを見てノーチラスは潜航。その後浮上したが11時30分と12時55分にも攻撃を受けた。陸上ではカールソン中佐が航空機の飛来と住民情報で日本の増援部隊がやってくると判断して17日中の撤退を開始。しかし、荒天と隊員の疲労で撤退はままならず、7隻のゴムボートおよび100名弱の隊員がノーチラスとアルゴノートにたどり着いただけであり、ノーチラスとアルゴノートは島の隊員に激励信号を送るのみであった。
翌8月18日にも撤退作業は続けられたが、零式水上偵察機の攻撃で潜航を余儀なくされたので日没後まで中断された。この間、島に残ったカールソンらは、自分たちは見殺しにされたと勘違いして降伏の用意をしたが、ここに来てようやくマキン守備隊がいなくなっていたことに気づいて、物資の破壊や重要資料の捜索などを行った。はぐれた9名の隊員を除く隊員は残存のゴムボートを使ってマキン島を脱出、収容された。カールソン隊の損害は戦死・不明30名だった。8月25日、ノーチラスは18日間の行動を終えてアルゴノートとともに真珠湾に帰投。作戦は日本軍守備隊を壊滅させて戦術的勝利をおさめたが、対空砲など設備の破壊は不十分で、暗号書や捕虜の獲得にも失敗し、日本軍の目をそらす狙いも果たせなかった。しかも日本側は教訓によりこの方面の防備を著しく強化したため、のちのガルヴァニック作戦、特にタラワの戦いでアメリカ軍は大いに苦しめられることとなる。

### 第3、第4、第5の哨戒 1942年9月 - 1943年4月
9月15日、ノーチラスは3回目の哨戒で日本近海に向かった。9月27日22時過ぎ、ノーチラスは北緯40度37分 東経141度00分 / 北緯40.617度 東経141.000度の地点で第六多聞丸（八馬汽船、4,994トン）を発見し砲撃。相手の反撃を排除しつつ潜航して攻撃を続け、被弾した第六多聞丸は曳航されたものの翌9月28日朝に八戸沖で沈没した。10月1日には尻屋埼灯台沖で南西に向けて航行中の東生丸（岡田商船、2,432トン）を雷撃し、魚雷3本を命中させて撃沈した。10月11日、ノーチラスは宮古近海で潜航南下中に爆撃を受けた。ノーチラスは以後数日間にわたって攻撃を受け続け、特に10月12日から13日にかけては駆逐艦野風、沼風を含む艦艇群による爆雷攻撃を受けた。この攻撃で後部魚雷発射管のうち2つが浸水、6インチ砲の金具も圧壊し、各種機器類も不具合が生じた。ノーチラスは何とか虎口を逃れると、応急修理の上哨戒を続け北上した。10月25日未明には北緯41度10分 東経141度38分 / 北緯41.167度 東経141.633度の尻屋埼灯台沖で乾雲丸（乾汽船、4,643トン）を撃沈。さらにサンパンも撃沈した。ノーチラスは10月31日にミッドウェー島に寄港。11月5日、ノーチラスは56日間の行動を終えて真珠湾に帰投した。
12月13日、ノーチラスは4回目の哨戒でソロモン諸島方面に向かった。12月31日、ノーチラスはトエプ港で3名の子供を含む26名の避難民を救助、収容作業は年を越して行われた。作業終了後、ノーチラスは哨戒を続け、1943年1月9日には南緯06度10分 東経156度00分 / 南緯6.167度 東経156.000度の地点で吉野川丸（東洋海運、1,422トン）を撃沈。1月19日にはツラギ島西方270海里地点で駆逐艦秋月を発見し、魚雷2本を命中させ撃破したが、1本は不発であった。2月4日、ノーチラスは55日間の行動を終えてブリスベンに帰投した。その後、ノーチラスは真珠湾に回航され、4月15日に到着。5日後の4月20日にダッチハーバーに向けて回航、4月27日に到着した。
5月1日、ノーチラスは5回目の哨戒でアリューシャン列島方面に向かった。ノーチラスにはアッツ島に極秘上陸させる第7歩兵特別部隊のうちの109名を乗せていた。5月11日、ノーチラスはアッツ島の北端近海でナーワル (USS Narwhal, SS-167) と会合。ナーワルもアッツ島に極秘上陸させる部隊105名を乗せており、この2つの部隊は、来るべきアッツ島の戦いに先駆けて一種の露払いとして予備的に上陸するものであった。アッツ島への本格上陸作戦が行われる前日の5月11日、ノーチラスとナーワルはゴムボートに移乗した部隊をアッツ島のスカーレットビーチに無事上陸させて任務を果たした。5月25日、ノーチラスは36日間の行動を終えて真珠湾に帰投。メア・アイランド海軍造船所に回航されてオーバーホールに入った。艦長がウィリアム・D・アーヴィン（アナポリス1927年組）に代わった。

### 第6、第7、第8の哨戒 1943年9月 - 1944年3月
9月16日、ノーチラスは6回目の哨戒でギルバート諸島方面に向かった。この哨戒では、来るガルヴァニック作戦に備えるためのギルバート諸島の写真偵察を主任務として命じられた。これらの島々は、前年のマキン奇襲以来戦力が強化されていると考えられていた。ノーチラスは潜望鏡越しにタラワ、クマ、ブタリタリ、アベママ、そしてマキンの各島々の地形と海岸線を撮影。これらの写真の大部分は、作戦で大いに活用された。ノーチラスは写真撮影を終えると真珠湾に向かった。10月17日、ノーチラスは31日間の行動を終えて真珠湾に帰投した。
11月8日、ノーチラスは7回目の哨戒でギルバート諸島方面に向かった。ガルヴァニック作戦開始に伴い、ノーチラスは水陸両用部隊の幹部や兵その他を乗せ、同方面で救助や気象調査などの特別任務に服した。11月18日に担当海域に到着し、気象情報を通報。以後2日間は救助任務にあたる予定だった。ところが、11月19日夕刻、駆逐艦リングゴールド (USS Ringgold, DD-500) はノーチラスを発見し、敵潜水艦と誤認して5インチ砲で砲撃。そのうちの1発がノーチラスの司令塔に命中したが、幸いにして不発弾であった。2時間に及ぶ応急修理で、哨戒を続けることが可能になった。ノーチラスはアベママ方面に移動し、同島に第7歩兵特別部隊とオーストラリア陸軍特殊部隊の混成部隊78名を上陸させることとなった。11月20日深夜から11月21日にかけて、ノーチラスはアベママに接近し、部隊を無事上陸させた。15時過ぎに一旦島から離れ、翌11月22日に火力支援のため島に再接近。砲台を攻撃してアベママ守備隊のうち14名が戦死し、残りは自決したと考えられた。アベママは11月26日に本隊が到着するまで確保され、のちに同島にはマーシャル諸島攻略のための航空基地が建設された。12月4日、ノーチラスは27日間の行動を終えて真珠湾に帰投した。
1944年1月27日、ノーチラスは8回目の哨戒でマリアナ諸島方面に向かった。3月6日早朝、ノーチラスは1隻の輸送船と3隻の護衛艦を発見。輸送船はサイパン島からの引揚者を乗せていた元病院船あめりか丸（大阪商船、6,070トン）だった。ノーチラスはあめりか丸に魚雷2本を命中させて撃沈した。3月21日、ノーチラスは57日間の行動を終えて真珠湾に帰投。艦長がジョージ・A・シャープ（アナポリス1929年組）に代わった。その後、ノーチラスはフィリピン方面でのゲリラ支援活動に使用されるため、4月26日にブリスベンに向けて出港し、5月14日に到着した。

### 第9、第10、第11の哨戒 1944年5月 - 7月
5月29日、ノーチラスは9回目の哨戒でミンダナオ島方面に向かった。ノーチラスには便乗者R・V・ボーラー大佐を初め、弾薬、燃料、衣類など98トンの貨物が搭載された。これらは6月5日にミンダナオ島ツクランに無事揚陸された。6月7日には哨戒艇に対して魚雷を発射したが、命中しなかった。6月11日、ノーチラスは13日間の行動を終えてダーウィンに帰投した。
6月12日、ノーチラスは10回目の哨戒でネグロス島方面に向かった。ノーチラスはネグロス島バラトングに4名の人員と貨物を輸送し、6月20日に揚陸。代わりにドイツ人捕虜を含んだ避難民を収容した。また、6月14日と25日にはスクーナーに対して攻撃を行い、14日の攻撃で100トン級スクーナーを、25日の攻撃では30トン級スクーナーをそれぞれ撃沈した。6月27日、ノーチラスは15日間の行動を終えてダーウィンに帰投。避難民を上陸させた。
6月30日、ノーチラスは11回目の哨戒でフィリピン中部に向かった。7月9日、ノーチラスはパンダン島に22名の人員と12トンの貨物を揚陸し、レイテ島方面に移動。7月14日にゲリラ指揮官カングレオン大佐以下4名の人員と貨物をレイテ島サンロクに揚陸。ミンダナオ島にもアバケード大佐と特別な貨物を上陸させた。7月27日、ノーチラスは27日間の行動を終えてフリーマントルに帰投した。

### 第12、第13、第14の哨戒 1944年9月 - 1945年1月
9月17日、ノーチラスは12回目の哨戒でフィリピン中部に向かった。9月25日、ノーチラスはセブ島南東部のルイサン環礁で65トンの貨物とガソリンを積めたドラム缶20本、その他燃料を積めたドラム缶2本を揚陸していた。ところが、作業中に事故が発生して積荷の燃料が炎上した。ノーチラスは6インチ砲でこれらを処分し、引き潮だったにもかかわらず3時間半で環礁の外に出て、夜明けまでにはこの海域を離脱した。9月30日にはパナイ島に接近し、40トンの貨物と47名の人員を揚陸した。10月6日、ノーチラスは19日間の行動を終えてミオス・ウンディ島に帰投した。
10月10日、ノーチラスは13回目の哨戒でフィリピン中部に向かった。ミンドロ海峡、ルソン島西岸を北上してバブヤン諸島を通過。10月23日から24日にかけては北緯15度07分 東経121度39分 / 北緯15.117度 東経121.650度のルソン島東部海岸に12名の人員と20トンの貨物を、10月25日にはルソン島ディブット湾に貨物を揚陸した。10月27日にもルソン島東部で12名の人員と20トンの貨物を揚陸した後、ノーチラスは10月24日にボンベイ礁に座礁した潜水艦ダーターを処分する特別任務を命じられた。10月31日、ノーチラスは現場に到着し、6インチ砲55発を命中させた。ノーチラスの報告の末尾には「ダーターのどの装置もジャップにとって価値あるものかは疑問。スクラップ以外としては」とあり、その報告のとおり、日本軍はダーターから何も得ることはできなかった。11月20日、ノーチラスは41日間の行動を終えてブリスベンに帰投。艦長がウィラード・D・マイケル（アナポリス1938年組）に代わった。
1945年1月3日、ノーチラスは14回目の哨戒でミンダナオ島方面に向かった。1月20日にミンダナオ島南部リナオ湾で45トンの貨物を揚陸し、代わりにF・D・マッキー陸軍中佐を乗船させた。1月23日にはミンダナオ島東部バクリン湾に移動して45トンの貨物を揚陸した。1月30日、ノーチラスは28日間の行動を終えてダーウィンに帰投。これがノーチラスの最後の哨戒となった。

### 退役
ノーチラスはオーストラリアからニューヘブリディーズ諸島、パナマ運河を経てペンシルベニア州フィラデルフィアに5月25日に帰還し、不活性化作業が行われる。6月30日に退役式が行われ、前方の6インチ砲にシャンパンがかけられた。その後、ノーチラスは7月25日に除籍され、11月16日にフィラデルフィアのノース・アメリカン・スメルティング社にスクラップとして売却された。
ノーチラスは第二次世界大戦の戦功で14個の従軍星章を受章し、殊勲部隊章も受章した。